# Ed Barten
Eduardus Anthonius (Ed) Barten (Amsterdam, 17 januari 1919 – Heemstede, 1 december 2016) was Engelandvaarder.
Ed Barten was student in Amsterdam toen de Tweede Wereldoorlog uitbrak. Zijn ouders woonden aan de Lomanstraat 68 in Amsterdam-Zuid.
Op 15 mei 1941 kregen zijn ouders bezoek van de Sicherheitspolizei. Hij werd op tijd gewaarschuwd en dook onder, eerst bij slager Van Alphen in Tilburg, daarna bij de familie Van Meeuwen aan de Benedendorpsweg en ten slotte bij een pension in Haarlem.
De 92-jarige Ed Barten woonde op 2 juli 2011 de Veteranendag in Bloemendaal bij.

## Engelandvaart

### Eerste poging
Hij was op zoek naar een manier om naar Engeland te komen toen een oom hem op 18 november 1941 berichtte zich direct te melden bij fietsenmaker en motorcoureur Henk van der Pluijm op de Mathenesserdijk in Rotterdam. Daar aangekomen ontving hij instructies zich die avond te melden. Per busje, waarin ook andere passagiers zaten, werd hij naar de Koningin Wilhelminahaven in Vlaardingen gebracht. Per bootje zouden ze dan met de eb mee de haven kunnen uitgaan, langs de Duitse patrouille die op de havenhoofden stond. Het weer bleek te helder, dus de tocht ging niet door. De groep werd in Schiedam op een kamer ondergebracht. Henk Eerdmans bleef met Barten op de kamer, de andere drie mannen, van wie hij de namen pas later hoorde, gingen weg. De volgende ochtend was er dichte mist. Casper Jönsthövel (stuurman), Jacobus Pieter Brechmann (matroos) en Chris van Blitterswijk (machinebankwerker) kwamen op tijd terug, de helpers maakten de ketting kapot en het bootje was vrij. Eenmaal op de Nieuwe Waterweg waren ze minder blij met de dichte mist. Om een aanvaring te voorkomen bleven ze langs de zuidelijke wal varen. Na een paar keer vastgelopen te zijn, besloten ze naar de andere wal te gaan in de hoop een herkenningspunt te zien, mogelijk de lichten van Hoek van Holland. Tijdens de oversteek botsten ze tegen de achterkant van een Duits schip aan. Barten wachtte de komende gebeurtenissen niet af en zwom naar de kant. Van de anderen heeft hij nooit meer wat gehoord, maar Van Blitterswijk heeft een paar dagen later een bericht in een fles gedaan met een persoonsbewijs en een afscheidsbrief. De andere drie deelden samen een fles, die in 1944 aanspoelde.
Van der Pluijm werd op 14 april 1942 door de Duitsers opgepakt. Na een kort verblijf in het Huis van Bewaring aan de Parkkade in Rotterdam werd hij overgebracht naar het Oranjehotel in Scheveningen. Hij werd gemarteld en verhoord, en eind 1943 vrijgelaten. Hij was ziek en overleed in 1943 aan open TBC.

### Tweede poging

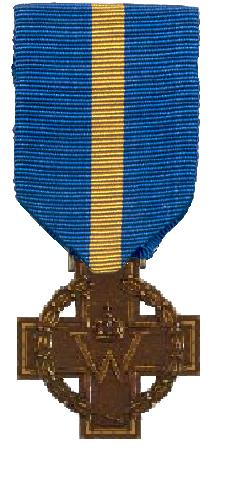
Kruis van Verdienste

Onmiddellijk begon Barten een nieuw plan te maken om naar Engeland te gaan. Hij koos Zandvoort als vertrekpunt omdat hij daar de omstandigheden goed kende. Via het verzet kreeg hij van Ton van 't Lam de sleutel van een huis vlak achter de boulevard. Hij kocht een stepraceboot met buitenboordmotor en liet dat door een vervoersbedrijf bij een lege villa afleveren. Daar haalde hij het op met een kar, die hij ook wilde gebruiken om het bootje naar het strand te brengen. Terwijl de motor in revisie was, werd de route nauwkeurig bekeken. Ook deed hij een cursus astronavigeren bij kapitein Stuut uit Heemstede. Daar leerde hij ook alles over getij en stromingen. Verder werd de voorraad bijeengebracht, peddels, benzine, zeilen, eten en drinken. Daarna moesten ze wachten op mist en kalme zee. Voordat het zover was kregen ze bericht dat het huis moest worden achtergelaten. Aangezien ze geen andere plek voor de boot hadden, besloten ze maar de gok te wagen en te vertrekken. Net voordat de boot het duin afrolde, kwam er een Duitse patrouille aan. Zijn maat durfde niet meer mee, Barten verstopte zich en alles liep goed af. Via het verzet kreeg hij een sleutel van een huis aan de Noordboulevard, en met helpers bracht hij de boot daar ongezien heen, drie kilometer wandelen ....... 
Zijn neef Gerard Carlier liet weten met hem mee te willen. Nadat hij in mei 1940 uit een transporttrein was gevlucht die hem naar een kamp in Duitsland zou brengen, was hij ondergedoken. Toen het begon te vriezen haakte zijn neef af. Hij wilde liever over land Nederland verlaten. Hij kwam in Paramaribo terecht.
Toen ook dit huis snel verlaten moest worden, besloot Barten de tocht in z'n eentje te maken.
Het was zondag 18 januari en het vroor 18 graden. Van Wim Gertenbach, de drukker van Het Parool, kreeg hij een blik papieren mee om in Engeland af te geven. Net voor vertrek werd hem gevraagd de 19-jarige Henk Peper mee te nemen. Barton gebruikte tegenover hem zijn alias Ed Jansen. Eenmaal op zee bleek de motor wegens de extreme koude niet te willen starten, dus werd het noodzeiltje gehesen waarna ze met de oostenwind in de rug westwaarts koersten. Ze doken onder zeil om het minder koud te hebben en spraken over studie en sport. Barten vertelde dat hij gymnasiast was en op het Ignatiuscollege had gezeten en nu medicijnen studeerde. Ineens veranderde het lawaai buiten, ze kropen onder hun zeil uit en zagen dat ze in de branding lagen, maar van welk land? Het blik van Het Parool, dat uit veiligheidsoverwegingen gaten had, werd in zee gegooid en zonk. Ze klommen over de bevroren duinen, langs Duitse bunkers, en bereikten Noordwijk, waar Bartens, wiens rechtervoet inmiddels was bevroren, een dokter bezocht. Daarna wilden ze de bus nemen, maar Peper ontdekte dat hij zijn persoonsbewijs kwijt was. Hij dook een week in Haarlem onder, keerde daarna terug naar Zandvoort en werd een paar dagen later gearresteerd. Zijn portefeuille was gevonden. Hij werd uitgebreid verhoord, waarna het Ignatiuscollege en de universiteit ook uitgebreid verhoord werden. Dat leidde tot niets omdat Barten toen nog economie studeerde. 
Barten ging twee weken bij zijn ouders logeren om zijn voet te laten genezen, daarna dook hij weer onder.

### Derde poging
Op 19 oktober 1942 begon zijn derde poging, ditmaal over land. In Spanje zat hij tot 22 mei 1943 gevangen. Hij kwam op 6 juni 1943 in Greenock, Schotland aan. Hij werd vlieger bij de Koninklijke Luchtmacht.

## Onderscheidingen
- Kruis van Verdienste
- Orde van Oranje-Nassau